# (1995) Hajek
(1995) Hajek es un asteroide perteneciente al cinturón de asteroides descubierto el 26 de octubre de 1971 por Luboš Kohoutek desde el observatorio de Hamburgo-Bergedorf, Alemania.

## Designación y nombre
Hajek recibió al principio la designación de 1971 UP1.
Más tarde, se nombró en honor del médico y astrónomo checo Hagecio (1525-1600), cuyo verdadero nombre fue Tadeáš Hájek.

## Características orbitales
Hajek está situado a una distancia media de 2,529 ua del Sol, pudiendo acercarse hasta 2,393 ua. Tiene una inclinación orbital de 10,82° y una excentricidad de 0,05398. Emplea en completar una órbita alrededor del Sol 1469 días.